# Alebroides cornutus
Alebroides cornutus är en insektsart som beskrevs av Irena Dworakowska 1976. Alebroides cornutus ingår i släktet Alebroides och familjen dvärgstritar. Inga underarter finns listade i Catalogue of Life.